# Wybrzeże

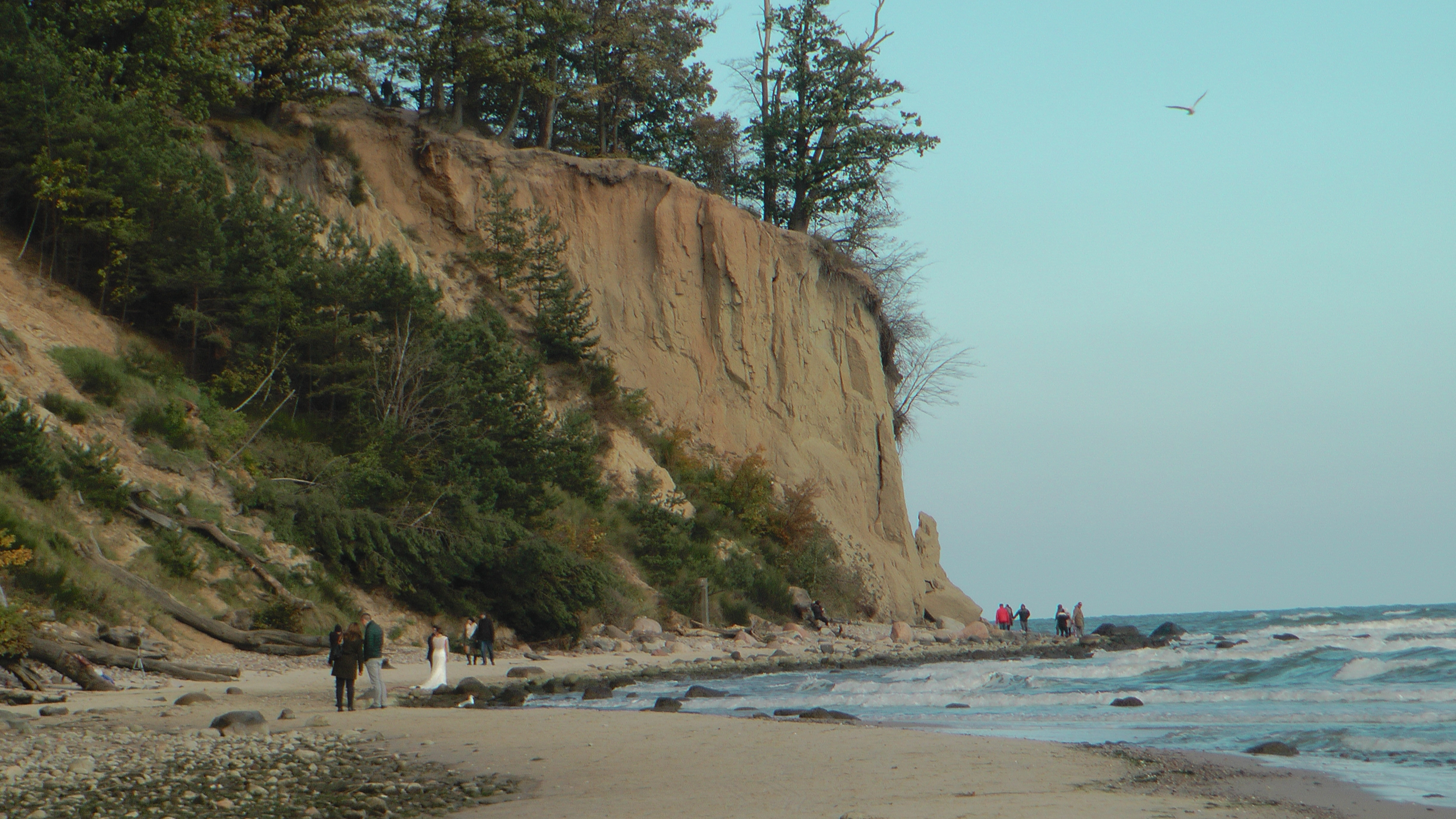
Wybrzeża wysokie

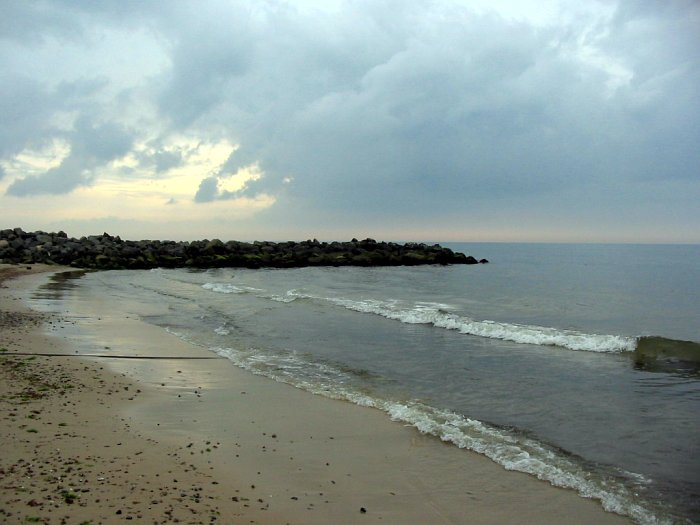
Wybrzeże niskie

Wybrzeże – obszar na granicy lądu i zbiornika wodnego obejmujący część nadwodną i podwodną. Pas ten jest szerszy niż brzeg i strefa brzegowa, lecz jego zasięg nie jest precyzyjnie określony granicami. Zbiornik wodny i ląd wybrzeża są rozdzielone linią brzegową.
Wybrzeże odznacza się wpływem rzeźbotwórczego oddziaływania mórz i oceanów (m.in. fal morskich, pływów, prądów przybrzeżnych).

## Typologia
Ze względu na to czy działalność ta jest niszcząca czy budująca, wyróżnia się wybrzeża niszczone, wybrzeża narastające oraz wybrzeża wyrównywane (tj. w niektórych miejscach niszczone, w niektórych narastające). Ze względu na jego układ w stosunku do głównych linii ukształtowania terenu lub budowy geologicznej, wyróżnia się wybrzeża podłużne i wybrzeża poprzeczne. Wyróżnia się także wybrzeża podwójne, czyli takie, którym towarzyszy dodatkowo lido lub mierzeja.
Zależnie od sposobu powstania wyróżnia się także wybrzeża:
- dalmatyńskie – riasowe – fiordowe – ferdowe – fierdowe, górskie, łukowe, mangrowe, marszowe, płaskie, progradacyjne, uskokowe, wulkaniczne, mierzejowe – limanowe – lagunowe – namorzynowe – koralowe – wydmowe – szkierowe, wyrównane, zatopione[3]

## Wybrzeża w Polsce
W Polsce nad Morzem Bałtyckim od zachodu wybrzeże stanowią wyspy Uznam i Wolin (mezoregion Uznam i Wolin). Charakterystyczne wybrzeże posiadają Zalew Szczeciński, będący zatoką-laguną przybrzeżną Bałtyku, oraz łączące go z otwartym morzem cieśniny: Dziwna i Świna. Na wschód od Dziwny rozciąga się Wybrzeże Trzebiatowskie, a za nim Wybrzeże Słowińskie. Nad Zatoką Gdańską znajduje się Pobrzeże Kaszubskie, od którego odchodzi Mierzeja Helska. Przy południowej części zatoki ciągnie się Mierzeja Wiślana. Nad południowo-wschodnią częścią Zalewu Wiślanego leży Wybrzeże Staropruskie.

## Wybrzeża na świecie
- Europa:
  - Belgia: Wybrzeże Belgijskie
  - Francja: Lazurowe Wybrzeże (Riwiera Francuska), Côte d'Améthyste, Côte d’Argent, Côte de Jade, Côte d’Amour, Côte Sauvage, Côte d'Emeraude, Côte d'Albâtre.
  - Włochy: Riwiera Włoska
  - Hiszpania: Costa de la Luz, Costa del Sol, Costa Blanca, Costa del Azahar, Costa Dorada, Costa Brava, Costa Montanesa, Costa Vasca, Costa Verde, Rías Altas, Rías Baixas.
  - Portugalia: Costa Dourada, Costa de Prata.
- Azja: Wybrzeże Malabarskie, Wybrzeże Koromandelskie,
- Afryka: Wybrzeże Pieprzowe, Wybrzeże Kości Słoniowej, Złote Wybrzeże, Wybrzeże Niewolnicze.
- Antarktyda: Wybrzeże Adeli, Wybrzeże Bakutisa, Wybrzeże Jerzego V, Wybrzeże Knoxa, Wybrzeże Królowej Marii, Wybrzeże Księżniczki Marty, Wybrzeże Księżniczki Ragnhildy, Wybrzeże Leopolda i Astrid, Wybrzeże Oatesa.